# Хинсли, Артур
Артур Хинсли (англ. Arthur Hinsley; 25 августа 1865, Селби, Англия, Соединённое королевство Великобритании и Ирландии — 17 марта 1943, Бантингфорд, Англия, Великобритания) — английский кардинал. Титулярный епископ Себастополи с 10 августа 1926 по 9 января 1930. Апостольский визитатор Британской Африки с 10 декабря 1927 по 9 января 1930. Титулярный архиепископ Сарда 9 января 1930 по 1 апреля 1935. Апостольский делегат Британских миссий в Африке с 9 января 1930 по 25 марта 1934. Архиепископ Вестминстера с 1 апреля 1935 по 17 марта 1943. Кардинал-священник с 13 декабря 1937, с титулом церкви Санта-Сусанна с 16 декабря 1937.